# Pinsk
Pinsk (hviderussisk: Пінск, tr. Pinsk; russisk: Пинск, tr. Pinsk; polsk: Pińsk) er en by i Brest voblast i det sydvestlige Hviderusland med 124.295 (2024) indbyggere. Byen ligger ved Dnepr-Bug kanalen, der munder ud i floden Pripjat.

## Historie
Fyrstedømmet Pinsk nævnes for første gang i 1097. I 1318 eller 1320 blev byen litauisk, og fra 1521 en del af Polen-Litauen. I 1569 tilfaldt Pinsk den polske krone. I 1793 blev byen en del af det Russiske Kejserrige, men efter første verdenskrig blev byen indtaget af Polen. Under anden verdenskrig blev byen først erobret af tyskerne den 4. juli 1941, før den kom i Sovjetunionens hænder den 14. juli 1944. Efter krigen blev Pinsk en del af Den Hviderussiske Socialistiske Sovjetrepublik.